# Шапел д'Ин
Шапел д'Ин (фр. Chapelle-d'Huin) насеље је и општина у источној Француској у региону Франш-Конте, у департману Ду која припада префектури Понтарлије.
По подацима из 2011. године у општини је живело 466 становника, а густина насељености је износила 19,65 становника/km². Општина се простире на површини од 23,71 km². Налази се на средњој надморској висини од 800 метара (максималној 893 m, а минималној 710 m).

## Демографија
| 1962. | 1968. | 1975. | 1982. | 1990. | 1999. | 2011. |
| ----- | ----- | ----- | ----- | ----- | ----- | ----- |
| 255   | 320   | 252   | 278   | 297   | 351   | 466   |

График промене броја становника у току последњих година